# Carrasco Polo Club
Pour les articles homonymes, voir Carrasco.
Maillots
Dernière mise à jour : 28 février 2013.

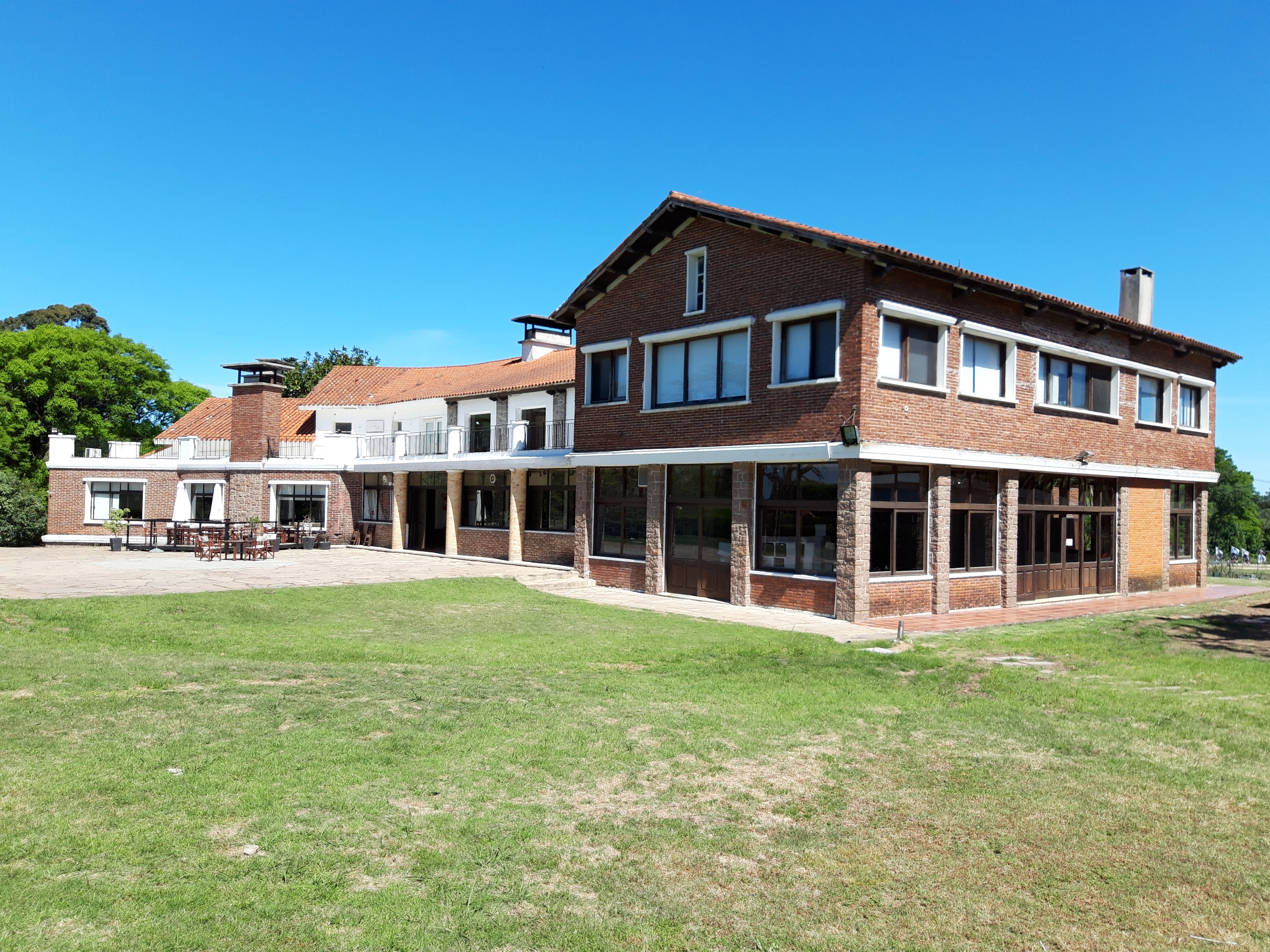
Maison de club

Carrasco Polo Club est un club omnisports basé à Carrasco dans la banlieue de Montevideo. Son nom a pour origine l'équipe de polo, Carrasco est en effet un centre équestre de premier plan de l'Uruguay. 
Le club compte une section de rugby à XV qui évolue au plus haut niveau uruguayen, dans le Championnat d'Uruguay de rugby à XV qu'il a remporté à 24 reprises le titre national, et fournit de nombreux internationaux pour l'équipe d'Uruguay de rugby à XV. Par exemple, l'équipe d'Uruguay de la Coupe du monde 2003 compte 12 joueurs issus du Carrasco Polo Club. 

## Histoire
Le Carrasco Polo Club a été fondé en 1933 comme un club omnisport, et son adoption du rugby date de 1949. Il dispute la saison inaugurale du Championnat d'Uruguay en 1950.
Diego Ormaechea, le joueur uruguayen le plus renommé, a disputé toute sa carrière au Carrasco Polo Club et il a été 13 fois champion national de 1979 à 2001.. Il a ensuite été l'entraîneur principal de l'équipe.

## Palmarès
- Vainqueur du Championnat d'Uruguay en 1952, 1961, 1966, 1981, 1983, 1990, 1991, 1992, 1993, 1994, 1995, 1996, 1997, 1998, 1999, 2000, 2001, 2002, 2003, 2004, 2005, 2006, 2008, 2009, 2011 et 2012

## Joueurs emblématiques
- Diego Aguirre
- Rodrigo Capó Ortega
- Diego Ormaechea
- Juan Diego Ormaechea